# John Lewis (músico)
John Aaron Lewis (La Grange, Illinois, 3 de mayo de 1920 - Nueva York, 29 de marzo de 2001) fue un pianista, compositor y arreglista estadounidense de jazz, conocido sobre todo por haber estado al frente del Modern Jazz Quartet.

## Historial
Aprende a tocar el piano en Albuquerque y, tras conocer a  Kenny Clarke, en 1945, se dedica profesionalmente al jazz, tocando primero con Hot Lips Page y, más tarde, nada menos que con la big band de Dizzy Gillespie (1946-1948), en sustitución de Thelonious Monk. Tras una gira por Europa, Lewis y Clarke dejan la orquesta de Dizzy y permanecen un tiempo en París. De vuelta a su tierra, tocará con Charlie Parker (1947-48), Illinois Jacquet (1948-49), Ella Fitzgerald (1040) y, finalmente, Miles Davis, con quien graba parte del disco "Birth of the cool", ese mismo 1949. Después compartirá banda con Lester Young (1950-51) y grabará con músicos como Zoot Sims, J.J. Johnson, o Milt Jackson. A partir de 1951, forma con éste, Ray Brown y Kenny Clarke, el Modern Jazz Quartet (MJQ), grupo con el que permanecerá hasta la década de 1990, aunque Brown fue sustituido muy tempranamente por Percy Heath y, en 1955, Clarke por Connie Kay.
John Lewis fue uno de los instigadores de la "Jazz and Classic Music Society", a mediados de los años 1950, una de las formaciones más importantes de la llamada "Third Stream", corriente que perseguía interrelacionar el jazz y la música clásica. Paralelamente a su trabajo con el Modern Jazz Quartet, desarrolla una profusa labor de pedagogía musical, creando su propia escuela de verano y dando clases en el New York City College, a partir de 1977. Además, Lewis es considerado uno de los más reputados acompañante y músicos de sesión, grabando con Ben Webster, Charles Mingus, Clifford Brown, Coleman Hawkins, Stan Getz, Sonny Rollins, Albert Mangelsdorff, Hank Jones y muchos otros.

## Estilo
Como pianista, Lewis adquirió fama de minimalista, entendido en la tradición de Count Basie, con fraseo  económico en notas, delicado y melancólico, aunque pleno de swing. Su relación con la música clásica es más intensa en los primeros tiempos del MJQ, aunque se diluye paulatinamente en favor de un mayor swing, como se percibe claramente al comparar sucesivas versiones de su tema "Django" (dedicado a Django Reinhardt).

## Discografía

### Como líder
- Improvised Meditations and Excursions (1959, Atlantic 1313).
- Odds Against Tomorrow (1959, UA 5061).
- The Golden Striker (1960, Atlantic 1334).
- Preludes and Fugues from the Well-tempered Clavier Book 1 (1984, Philips).
- The Bridge Game (1984, Philips)

### ConCharlie Parker
- The Genius of Charlie Parker (1945–8, Savoy 12009).
- Parker’s Mood (1948)
- Charlie Parker (1951–3, Clef 287)
- "Blues for Alice" (1951)

### Como líder de la "Orchestra U.S.A." (conGunther SchulleryHarold Farberman)
- Orchestra U.S.A. (1963, Colpix 448), incluye "Three Little Feelings".
- P.O.V. (1975, Columbia PC33534), incluye "Mirjana of my Heart and Soul".

### Con elModern Jazz Quartet
- Vendome (1952, Prestige 851).
- Modern Jazz Quartet, II (1954–5, Prestige 170), incluye "Django" (1954).
- Concorde (1955, Prestige 7005)
- Fontessa (1956, Atlantic 1231), incluye "Versailles".
- One Never Knows (1957, Atlantic 1284), incluye "Three Windows".
- Third Stream Music (1957, 1959–60, Atlantic. 1345), incluye "Sketch for Double String Quartet" (1959).
- Exposure (1960)
- European Concert (1960, Atlantic 1385–6), incluye "Vendome"
- The Modern Jazz Quartet and Orchestra (1960, Atlantic 1359), incluye "England’s Carol"
- Original Sin (1961, Atlantic 1370)
- The Comedy (1962, Atlantic 1390)
- A Quartet is a Quartet is a Quartet (1963, Atlantic 1420), incluye "Concorde".
- Under the Jasmin Tree (1968, Apple SAPCOR4).
- In Memoriam (1973, Little David 3001)
- Plastic Dreams (1971, Atlantic)
- The Last Concert (1974, Atlantic), incluye "Blues in A Minor," "Confirmation," y "'Round Midnight."
- Bill Evans: A Tribute, (1982, Palo Alto Records).
- Three Windows, with the New York Chamber Symphony (1987, WEA).

### ConClifford Brown
- Memorial Album (Blue Note, 1953).